# 고마 료타
고마 료타(일본어: 高麗 稜太, 2000년 7월 26일~)는 일본의 축구 선수이다.

## 구단 경력
그는 2023년 J3리그의 가이나레 돗토리에 입단했다.